# Менчик, Вера Францевна
Ве́ра Фра́нцевна Ме́нчик (по мужу Стивенсон; чеш. Věra Menčíková, англ. Vera Menchik; 16 февраля (1 марта) 1906, Москва — 27 июня 1944, Лондон) — первая в истории чемпионка мира по шахматам (1927—1944).

## Биография
Родилась 1 марта (по новому стилю) 1906 года в России в семье чеха и англичанки. Проживая в Москве, в девятилетнем возрасте научилась играть в шахматы.
В 1921 году 15-летняя Менчик переехала с родителями в Англию, где вскоре стала членом Гастингского шахматного клуба. В 1925 году в двух матчах выиграла у чемпионки Великобритании Эдит Прайс с одинаковым счетом 3:2. В 1926 и 1927 годах победила в открытых чемпионатах Великобритании среди девушек.

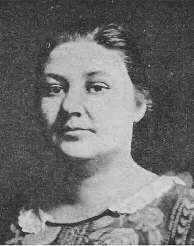
Около 1935 года

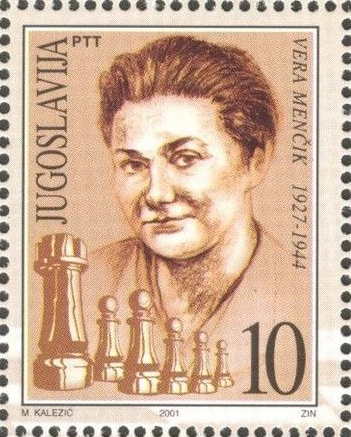
Вера Менчик на югославской почтовой марке, 2001 года

В 1927 году выиграла в Лондоне первый чемпионат мира по шахматам среди женщин с результатом +10 =1. Впоследствии неоднократно защищала свой титул в многочисленных турнирах (Гамбург, 1930, Прага 1931, Фолкстон, 1933, Варшава, 1935, Стокгольм, 1937, Буэнос-Айрес, 1939) и матчах с С. Граф (Роттердам, 1934 и Земмеринг, 1937). Оставалась чемпионкой мира до конца своей жизни.
С 1929 года выступала также и в мужских турнирах. Перед первым таким турниром, где она участвовала (в Карлсбаде), венский мастер Альберт Беккер предложил учредить «клуб Веры Менчик», куда «зачисляли» проигравших ей мастеров и гроссмейстеров мужского пола. На этом турнире первым членом клуба стал сам Беккер, кроме него, проиграл и Фридрих Земиш. В «клуб Веры Менчик» входили также Эдгар Колле, Макс Эйве, Жак Мизес, Самуэль Решевский, Мир Султан-Хан и другие известные шахматисты 1920—1930-х годов. Лучший результат среди мужчин Менчик показала в 1929 году в Рамсгейте, разделив второе место с Акибой Рубинштейном, отстав на пол-очка от победителя, Хосе Рауля Капабланки, и опередив своего учителя Гезу Мароци. В 1934 году она заняла третье место на турнире в Мариборе, опередив Рудольфа Шпильмана и Милана Видмара.
Из сыгранных в мужских турнирах 487 партий ей удалось выиграть 147, столько же сыграть вничью. Самыми успешными турнирами Менчик стали игры в Монтевидео, Мариборе и Рамсгите. В 1942 году она победила немецкого гроссмейстера Мизеса.
Вера Менчик вместе с матерью и младшей сестрой Ольгой (тоже шахматисткой и участницей первенств мира среди женщин, высшее достижение — 4-е место) погибла в Лондоне 27 июня 1944 года от взрыва немецкой ракеты Фау-1.
Именем Веры Менчик назван кубок, который вручается команде — победительнице Всемирных шахматных олимпиад среди женщин (разыгрывается с 1957 года).
После гибели Менчик место чемпионки мира по шахматам оставалось вакантным до января 1950 года, когда советская шахматистка Людмила Руденко одержала победу на турнире за звание чемпионки мира по шахматам 1949/1950 в Москве.